# 107 Faunos
107 Faunos es una banda de indie rock/pop formada en 2006 en La Plata, Argentina. Al momento editaron siete álbumes a través del sello Discos Laptra del que son uno de los grupos fundadores. La banda es una de los referentes de la escena independiente argentina junto a su par platense Él Mató a un Policía Motorizado, Las Ligas Menores, Mujercitas Terror, Los Reyes del Falsete, entre otros. Sus canciones sintetizan la sencillez desprolija del indie lo-fi y sus letras se caracterizan por su gran potencia evocativa. Integrado por los hermanos  Félix (bajo, guitarras) y Javier Sisti Ripoll (guitarra y voz), Mora Sánchez Viamonte (teclados y voz) y Felipe Quintans (batería) el grupo es considerado uno de los primeros proyectos latinoamericanos en transmitir la fuerza, la poética, el desparpajo y la experimentación de bandas como Pavement, Television Personalities, Guided by Voices o Sonic Youth.

## Historia

### Orígenes
El grupo se formó con miembros de diferentes bandas de La Plata que comenzaban tocar en el circuito local. En 2006 Javier Sisti Ripoll -miembro de Grupo Mazinger- comenzó a componer canciones junto a Miguel Ward, del grupo El Destro. Si bien no había una alineación definida, enseguida se sumaron Gastón Olmos -antes en Ned Flander y Feliz-, como baterista, Carolina Figueredo en bajo, y Pablo Iveli ocasionalmente en teclados labor que más tarde ejecutaría definitivamente Mora Sánchez Viamonte. Durante los primeros tiempos el grupo realizó una serie de presentaciones en La Plata y Buenos Aires al mismo tiempo que comenzó a producir su primer disco.

## Discografía

### 107 Faunos
107 Faunos fue grabado en La Plata en los estudios El Tímpano por Juan Novello y masterizado por Shaman Herrera en estudios Kraut editado el 5 de marzo de 2008 en formato CD por el sello Discos Laptra. El mismo fue recibido con buenas críticas en los medios nacionales, siendo elegido como uno de los discos del año por la revista La Mano. El grupo fue consolidando una nueva y duradera formación con el reemplazo de Carolina Figueredo por Félix Sisti Ripoll en el bajo, y el ingreso de Juan Bava en voces y percusión.

### Creo que te amoyEl tesoro que nadie quiere
La nueva formación continuó tocando en vivo y trabajando en el sucesor de 107 Faunos. Creo que te amo fue grabado y mezclado por José María D´Agostino -aka ExC / Ex Colorado- en el estudio Moloko Vellocet del barrio Parque Patricios, Buenos Aires. Editado el 28 de abril de 2010 recibió buenas críticas en los medios gráficos como Rolling Stone e Inrockuptibles, que resaltaron la "frescura y vitalidad de las canciones así como la creatividad melódica y la iluminada lírica"
Creo que te amo se convirtió en un largometraje musical homónimo realizado por Germán Greco y seleccionado por el jurado del BAFICI (Festival Internacional de Cine Independiente de Buenos Aires) para ser proyectado durante su edición de 2011.
En 2011 el grupo editó el EP El tesoro que nadie quiere cuya repercusión significó la convocatoria para tocar en la séptima edición del festival internacional Personal Fest encabezado por The Strokes y Sonic Youth.
A partir de entonces inician un período de giras y recitales por Argentina, Uruguay, Chile y, durante mayo y junio de 2013, una serie de ocho presentaciones en España que concluyó con dos shows en el Primavera Sound de Barcelona.

### Últimos días del tren fantasma
En 2014 los Faunos publicaron Últimos días del tren fantasma. Grabado en los estudios ION y en estudios DDR, fue producido por el grupo junto a Guillermo Ruiz Díaz y editado en CD por Discos Laptra. Fue el último disco en que participaron Gastón Olmos, que dejó el grupo en 2015, y Miguel Ward que hizo lo mismo en 2018. Contiene la canción Por ir a comprar que fue versionada por Los Planetas en su álbum Zona Temporalmente Autónoma como Seguiriya de los 107 Faunos.

### Madura el dulce fruto
El grupo continuó tocando con la incorporación de Felipe Pipe Quintans en la batería en 2015, y comenzaron a componer y preproducir el quinto álbum. Madura el dulce fruto fue grabado por Eduardo Bergallo y Lucas Rosetto en los estudios Romaphonic, con grabaciones adicionales y mezcla en estudios Resto del Mundo por el grupo y Felipe Quintans. El disco fue lanzado en forma digital el 8 de octubre de 2018 y en CD por Laptra el 22 de febrero de 2019. Fue presentado en vivo esa noche en el teatro Margarita Xirgú. El disco recibió buenas críticas de la prensa que incluyeron notas de tapa en la revista Inrockuptibles y el prestigioso suplemento Radar del diario Página/12.
Durante abril de ese año realizaron una gira de cuatro recitales en Chile, incluyendo una participación en el festival Levantando Polvo, y su segunda gira por España, en la que se presentaron en diez ciudades. Allí tocaron en el Festival Sound Isidro de Madrid y en el escenario Heineken del Primavera Sound 2019.

### El Ataque Suave
La banda ocupó la segunda mitad de 2019 para grabar y mezclar la parte final de El Ataque Suave. Concebido como una segunda parte de Madura el dulce fruto: «ambos discos reúnen canciones que dialogan entre sí y en las que el espíritu lúdico da lugar a un sonido despojado y nítido.» El primer anticipo Sedán Discreto fue liberado en las plataformas en línea en septiembre de 2019.
El 30 de abril de 2020 la banda estrenó El baile del fantasma, una nueva canción para el compilado virtual #Coreomanía del sello catalán Primavera Labels. Al mismo tiempo, la discográfica -subsidiaria del festival Primavera Sound- anunció que fichaba al grupo para la edición europea de El Ataque Suave.
Durante los meses de agosto y septiembre de 2020 el grupo exhibió dos nuevos sencillos: Se siente así y El año pasado.
El álbum fue distribuido por medios digitales el 9 de octubre de 2020 y ese mismo día se lanzó la preventa en línea para adquirir copias en vinilo a cargo del sello Primavera Labels.

### Gira Ibérica 2022
Entre mayo y junio de 2022 107 Faunos realizó su tercera gira por territorio ibérico presentándose en las ciudades de Marbella, Granada, Zaragoza, Madrid y consolidando su presencia en el Festival Primavera Sound en Barcelona, en la que fue su tercera participación, sumadas a las de 2013 y 2019. El grupo tocó en el Parc del Fòrum durante el primer fin de semana de la doble edición con la que el festival celebró su aniversario número veinte, así como en la Sala Sidecar en el contexto del Primavera a la Ciutat junto a Él Mató a un Policía Motorizado.
La banda anunció que durante su estancia en Granada grabó junto a Jota de Los Planetas una serie de canciones aunque no confirmaron fecha para su publicación. El músico granadino, en diálogo con La Vanguardia, mencionó al grupo argentino como uno de sus colegas favoritos del panorama actual iberoamericano.
Los Faunos han sido anunciados para el festival Primavera Sound Buenos Aires de 2022 y en palabras de Gabi Ruiz, creador del festival, son uno de los emblemas del indie argentino que se ganó un lugar en España.

### Participación enPlena Pausadisco en solitario de J (Los Planetas)
En septiembre de 2023 Jota, líder de Los Planetas, publicó su primer disco solista Plena pausa en el que 107 Faunos trabajó como banda soporte en las canciones Y la nave va y Natalia dice, junto a Srta. Trueno Negro. Las canciones acompañaron la presentación de filmes inéditos del cineasta Iván Zulueta y en los videos puede escucharse la inédita canción Dueña, producto de la colaboración entre J y los Faunos.
En marzo de 2023 y con motivo de la celebración de la edición número 300 de la revista Rolling Stone Argentina, la publicación seleccionó las mejores 300 canciones de rock nacional del siglo XXI y eligió a Jazmín Chino en el puesto número 74 ya que "logra unir todas las cualidades de la identidad de 107 Faunos."

### Vandalismo comparado
Durante 2023 el grupo comenzó a grabar su esperado séptimo disco del que se desprendieron los primeros dos simples en diciembre de 2023 y febrero de 2024 respectivamente: Promesa Feliz y Bar de Playa. El viernes 5 de abril se publicó la canción Aeronostalgia en la que el grupo canta junto a J de Los Planetas.
En abril el grupo fue objeto de un documental dirigido por Gastón Olmos, su antiguo baterista, el cual formó parte de la selección oficial del BAFICI. Desinteligencia Artificial fue el segundo largometraje sobre el grupo en proyectarse como parte del Festival.
El 10 de mayo de 2024 fue distribuido en todas las plataformas digitales el álbum Vandalismo comparado. El mismo cuenta con ocho canciones nuevas y la participación mencionada de J y otra de Niño Elefante (Él mató a un policía motorizado). El álbum fue recibido calidamente por la prensa especializada que resaltó que esta obra continúa "engrosando con creces una discografía brillante por su construcción y honestidad. En esta era sintética y exprés, la tradición es vanguardia y vandalismo."El Expectador de Chile se pronunció al respecto "cada nuevo trabajo de 107 Faunos le aporta alguna novedad a su trayectoria, como si el añejado de sus obras les brindase mayor sabiduría a su propuesta"
El grupo fue anunciado como banda de apertura de Pavement en su segunda visita a Argentina el 15 de mayo de 2024, hecho que fue celebrado por seguidores de ambos grupos como un gesto de reparación histórica.El diario Clarín elogió el concierto y mencionó a 107 Faunos como parte del legado de influencias de Pavement en Argentina: "basta con echar una escucha a los platenses 107 Faunos, felices de telonear “a la mejor banda del mundo” con un estilo evidentemente deudor, aunque agreguen otros colores y personalidad, como evidencian en su nuevo álbum, Vandalismo comparado."
En julio de 2024 los medios especializados IndieHoy e Indie Club de Argentina seleccionaron a Vandalismo comparado como uno de los mejores discos del semestre.FARO (la Alianza de medios culturales y musicales Iberoamericanos) eligió al álbum como el lanzamiento argentino destacado del mes de mayo.
La banda realizó una gira por España en noviembre de 2024 en la que se presentó en la Sala Riviera junto a Los Planetas en dos ocasiones para promover la publicació en vinilo de 7" del simple Aeronostalgia/Dueña, editado por El Ejército Rojo.

## Discografía

### Álbumes
- 107 Faunos (2008)
- Creo que te amo (2010)
- Últimos días del tren fantasma (2014)
- Madura el dulce Fruto (2018)
- El ataque suave (2020)
- Vandalismo comparado (2024)

### EP
- El tesoro que nadie quiere (2011)